# Cư Jút (xã)
Cư Jút là một xã thuộc tỉnh  Lâm Đồng, Việt Nam.
Xã Cư Jút được thành lập ngày 16 tháng 6 năm 2025 theo Nghị quyết số 1656/NQ-UBTVQH15  của Ủy ban Thường vụ Quốc hội  trên cơ sở sáp nhập  toàn bộ diện tích tự nhiên, quy mô dân số của thị trấn Ea T’ling và các xã Trúc Sơn, Tâm Thắng, Cư K’nia, huyện Cư Jút, tỉnh Đắk Nông . Xã này chính thức hoạt động từ ngày 01 tháng 7 năm 2025.